# Antonio Maria Pacchioni
Antonio Maria Pacchioni (pokřtěn 5. července 1654 – 15. července 1738) byl barokní hudební skladatel z italské Modeny, známý svou polyfonní chrámovou hudbou. Hru na housle studoval u Giovanniho Marii Bononciniho a skladbu u Padre A. Bendinelliho. V roce 1677 obdržel kněžské svěcení, které mu umožnilo stát se v roce 1694 maestrem di cappella (kapelníkem) dómu v Modeně. Tam uvedl svá oratoria z let 1677 a 1678; z jeho dochovaných oratorií jsou dvě na duchovní témata, zatímco třetí (1682) se týká pololegendární hraběnky Matyldy Toskánské. Jeho čtyřhlasá a cappella moteta In monte Oliveti a Velum templi již byla nahrána.
Pacchioni také sloužil jako zástupace kapelníka a poté jako maestro di cappella na vévodském dvoře Rinalda d'Este. K jeho žákům patřili houslista a hudební skladatel Tomaso Antonio Vitali a skladatel Innocenzo Gigli.